# Барам (национальный парк)
Бар’а́м (Барам) (ивр. ברעם‎) — израильский национальный парк, названный по имени древнего еврейского поселения римско-византийского периода, на территории которого он был создан. Основан в 1966 году.
Расположен в горной верхней Галилее между горой Мерон и границей с Ливаном. Рядом с ним находится одноимённый кибуц.

## История
Еврейское поселение Бар‘ам было основано в античные времена. Остатки синагоги, обнаруженной на его месте, относят ко II веку н. э.
Бар‘ам упоминали такие еврейские путешественники как Шмуэль бен Шимшон (1210), неизвестный путешественник, ученик РАМБАМа (начало XIV в.), раввин Моше Басула (1523), и другие. По их мнению, в большой синагоге был бейт-мидраш рабби Шим‘она бар Иохая.
В XIX веке на его месте находилась христианская деревня Бир’им, построенная на руинах еврейского поселения и практически полностью унаследовавшая его название. Деревню основали марониты, бежавшие из Ливана после в результате конфликта с друзами.
Жители Бир’има были вынуждены оставить деревню в ходе Арабо-израильской войны 1948 года, а сама она была разрушена в 1949 году в связи с её близостью (около 2 км) к границе и опасностью проникновения террористических групп со стороны Ливана. Основная часть её жителей переселилась в деревню Гуш Халяв (Джиш), расположенную южнее Бир’има. Поданные ими иски о восстановлении деревни удовлетворены не были. Сохранившаяся в парке Бар’ам церковь по-прежнему является духовным центром маронитов.
В 1949 году вблизи остатков деревни был создан кибуц Бар’ам.

## Достопримечательности парка
Основная часть экспозиции парка — хорошо сохранившаяся «Большая синагога» талмудического периода. Вместе с другими археологическими находками, она свидетельствует о проживавшей здесь во II—IV веках н. э. процветающей еврейской общине.
Площадь большой синагоги составляет 15,2 × 20 м, она построена из больших обработанных камней, также сохранились большие высокие колонны. В синагоге обнаружены две надписи на иврите: «Построена Эл‘азаром бар Иуданом» и «Да будет мир этому месту и всем местам, где Его народ, Израиль, обитает. Иосе ха-Леви бар Леви сделал этот карниз, да будут благословенны его деяния, аминь». Хорошо сохранившийся фасад имеет три красивые резные двери, украшенные каменными гравюрами и обращённые в сторону Иерусалима.
Рядом с большой находилась и меньшая синагога, практически полностью разрушенная предположительно в XIX веке. В ходе раскопок была обнаружена надпись : «Да будет мир в этом месте и в каждом доме Израиля. Йосе бар-Леви сделал эту притолоку. Да будет благословен труд его. Шалом». Дверные перемычки, найденные в ходе раскопок, в настоящее время экспонируются в Лувре.
В состав парка входят и остатки маронитской деревни Бир’им.

### Видео
- גן לאומי ברעם на YouTube Видеоканал רשות הטבע והגנים на YouTube  (иврит)